# Antiphytum floribunda
Antiphytum floribunda är en strävbladig växtart som först beskrevs av John Torrey, och fick sitt nu gällande namn av Samuel Frederick Gray. Antiphytum floribunda ingår i släktet Antiphytum och familjen strävbladiga växter. Inga underarter finns listade i Catalogue of Life.